# Cyrano (radar)
Pour les articles homonymes, voir Cyrano de Bergerac.
Les Cyrano sont une famille de radars embarqués français, fabriqués à partir des années 1960 par la Compagnie générale de la télégraphie sans fil (CSF).
Ces radars sont utilisés à l'origine sur les Mirage III C et Saab 35 Draken dans la version I Bis, puis dans des variantes en constante évolution sur différents modèles d'avions des firmes Dassault Aviation et SEPECAT.

## Cyrano I
Le Cyrano I,, est un radar embarqué français construit à partir de 1958 pour l'armée de l'air française par la CSF.

### Description

#### Structure
Le radar monopulse Cyrano I est disposé dans la pointe avant de l'avion, en enceinte pressurisée. L'antenne, d'un diamètre de  0,36 m, est mobile en site et gisement, à l'aide de servomécanismes. Elle comprend un émetteur et un récepteur. L'émetteur, d'une puissance de 300 kW crête en bande ({\displaystyle \lambda }=3 cm), est un magnétron de type 4J 50. Le récepteur présente un facteur de bruit de 9 dB, avec des mélangeurs et préamplificateurs. Le tout est constitué de tubes subminiatures de type 6111 et 6112, implantés sur 30 rangs contenant 9, 7 ou 5 tubes.
Le refroidissement est assuré par une circulation d'eau et de glycol.
Le radar dispose d'une électronique analogique chargée du traitement du récepteur, de la télémétrie, des écartométries et des servomécanismes d'antenne, des calculateurs d'ordres de navigation avant et après tir et de domaine de tir des missiles.

#### Capacités
Le radar est destiné à l'interception de bombardiers volant à haute altitude. Il comprend des fonctions de détection, de poursuite, de calcul automatique de navigation et de domaine de tir des missiles et de cartographie (reliefs et traits de côte). Il peut guider le tir des canons de 30 mm DEFA et ADEN, des missiles Matra R511 et R530, avec une portée adaptée aux capacités de ces missiles.

### Historique

#### Développement
Dans le cadre du programme de l'avion de chasse Mirage III C, développé à partir de 1956, un appel d'offres fut lancé pour l'équiper d'un radar embarqué. Après un choix entre plusieurs propositions, le Super-Aïda de GAMD (Générale Aéronautique Marcel Dassault), un modèle de la firme anglaise Ferranti et CSF, cette dernière est choisie à la fin de l'année 1958 pour produire un radar comportant de nombreuses innovations, le Cyrano I.
Le contrat comprend des clauses contraignantes, dont une sortie du prototype en un an, du modèle de série en vingt-sept mois et une cadence de production d'un radar tous les deux jours, avec des pénalités pour chaque étape en cas de défaillance.
Après le développement du radar aéroporté DRAC-25A destiné au SNCASO SO-4050 Vautour,
les ingénieurs de CSF font face à de nombreuses contraintes. La pointe avant est fine, de volume limité et dotée d'une perche anémométrique de forte dimension, le tout provoquant de nombreuses réflexions et perturbations des signaux électromagnétiques. Sans opérateur radar, le pilote exploite seul les informations dans un habitacle très lumineux, où les technologies d'écran alors employées peinent à afficher des images.
La rapidité du développement, liée à une complexité encore rarement atteinte, provoque de nombreux problèmes. Les livraisons débutent en janvier 1961 et la DTI constate le 27 septembre 1961 que le radar ne présente toujours pas un bon fonctionnement. Sur les versions de série appelées Cyrano I bis ou DRAC-36, plus de cent modifications sont apportées pour obtenir une utilisation satisfaisante.

#### Utilisation
Le Cyrano I bis est produit en 223 exemplaires à partir de 1958, et équipe le Mirage III et le Saab J35 Draken.
Mirage III
L'utilisation du radar Cyrano I bis débute sur les modèles de présérie, les Mirage III A. Le Mirage III A 06 sert de banc d'essai à la fin de l'année 1960, suivi du 07.
Les difficultés de mise au point du Cyrano I bis empêchent son installation sur les 25 premiers Mirage III C. Le radar commence son service opérationnel en décembre 1961 dans la 2e escadre de chasse 1/2 Cigognes.
Le matériel révèle des lacunes liées à son objectif premier, l'interception de bombardiers à haute altitude. Il peut très rarement acquérir un aéronef manœuvrant à basse altitude, sa technologie permettant peu de différencier les cibles aériennes des échos de sol. Dans ce contexte, le verrouillage radar des missiles Matra R530 est impossible et l'usage des canons nécessite de les placer en mode manuel pour obtenir une visée. L'utilisation du Mirage IIIC dans les combats opposant Israël à ses voisins est marquée par une nette supériorité des victoires aériennes réalisées par des engagements au canon sur les tirs de missiles jusqu'aux combats de 1973, où l'association du radar et des nouveaux missiles Shafrir 2 et AIM-9D Deker devint efficace.
Saab J35 Draken
Le Saab 35 Draken,,, est doté dans sa première version, le modèle J35 A, d'un radar PS-02/A basé sur le radar Cyrano I bis et intégrant un système de contrôle Ericsson dérivé du Thompson-CSF S6.

## Cyrano II

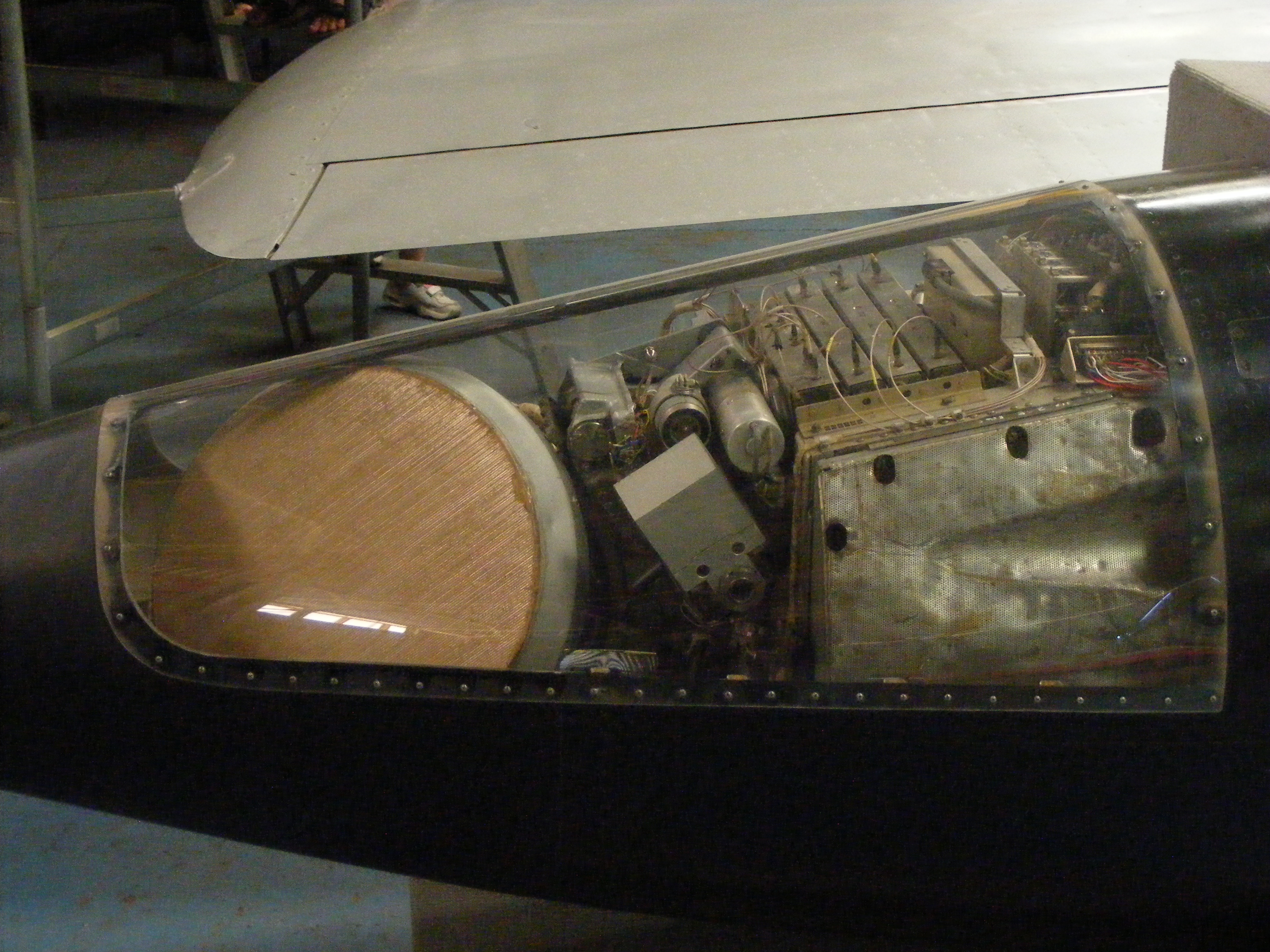
Le radar Cyrano II, installé dans l'étroit cône de nez d'un Mirage III de la Royal Australian Air Force.

Le Cyrano II,, est un radar embarqué français construit à partir de 1964 pour l'armée de l'air française par la CSF.

### Description

#### Structure
Le radar Cyrano II reprend l'architecture générale du Cyrano I bis et subit diverses modifications pour faciliter et élargir son utilisation. L'antenne stabilisée devient du type Cassegrain, le radar est presque entièrement transistorisé et les commandes s'effectuent à l'aide d'un manche.

#### Capacités
Le radar est doté de nouvelles fonctions air-sol, pour faciliter la navigation autonome et permettre l'attaque à basse altitude. Une fonction cartographique affiche la situation au sol, en laissant au pilote la maîtrise du balayage radar, pour observer une zone particulière. La carte du sol apparaît en mode PPI (gisement-distance) et peut être affinée à l'aide des écartométries monopulse.
Une fonction de découpe selon l'altitude ne signale que les échos au-dessus d'un plan de garde horizontal, pour éviter les obstacles. Un mode de percée en aveugle indique les échos sur un plan de garde situé dans l'axe d'avancée de l'avion, pour passer une couche nuageuse et voler à basse altitude. Enfin, une fonction de télémétrie air-sol assure le guidage du missile AS-30, en maintenant l'antenne fixe dans l'axe de l'avion.

### Historique

#### Production et développements
Un total de 635 Cyrano II sont produits, à partir de 1964, pour équiper le Mirage III E. Le développement du Cyrano 32 est effectué en parallèle pour équiper les Mirage III destinés à l'exportation. Ce modèle est entièrement transistorisé, mais interchangeable et doté de fonctions comparables à celles du Cyrano II.

#### Utilisation
Armée de l'air française
L'arrivée du Mirage III E équipé du Cyrano II offre à l'armée de l'air française son premier appareil supersonique polyvalent, capable de missions d'interception, d'attaque au sol, de lutte anti-radar et de frappe nucléaire.
Guerre des Malouines
Le Cyrano II est utilisé au combat sur Mirage III EA lors de la guerre des Malouines par la Fuerza Aérea Argentina. Le faible temps d'intervention lié à la grande distance séparant les bases aériennes des îles Malouines et l'utilisation des très récents missiles AIM-9L Sidewinder par les Sea Harriers tournent la situation au désavantage des chasseurs argentins.

## Cyrano IV
Le Cyrano IV,,,, est un radar embarqué français fabriqué à partir de 1972 pour l'armée de l'air française et d'autres forces armées par la CSF.

### Description
Ce radar dérive du Cyrano 32, ou Cyrano III, et présente de nombreuses évolutions structurelles.

#### Structure
L'évolution la plus marquante concerne l'installation d'une antenne Cassegrain inversée et stabilisée, rendue nécessaire par la forme effilée du nez du Mirage F1. Cette disposition permet un allègement et un diamètre plus élevé de l'antenne, porté à 0,57 m. Les circuits de réception et traitement sont intégralement constitués de transistors, montés en fagots pour en réduire l'encombrement. Les ensembles d'émission et de réception sont conçus de manière modulaire sur le Cyrano IV-M, une architecture qui sera reprise sur les matériels radars ultérieurs. Les informations issues du radar sont présentées sur un collimateur tête haute en couleur Thomson-CSF 196.

#### Capacités
L'allègement de l'antenne améliore grandement les capacités de balayage et de poursuite en comparaison du Cyrano II. L'augmentation du diamètre contribue à un élargissement de la portée du radar, annoncée comme doublée, l'affichage en cockpit étant gradué jusqu'à 60 milles marins (111 km) en pouvant compter sur un balayage de 120° en azimut et de 60° en élévation. Le système de traitement du radar peut pointer l'antenne vers une cible pour continuer à l'illuminer lors du tir du nouveau missile semi-actif Matra Super 530 F. Ce mode est appelé PSIC, pour « Poursuite Sur Information Continue ». La largeur et la fréquence de répétition des impulsions radar peuvent varier selon le choix du mode d'exploitation. Les premiers modèles perdent les capacités air-sol du Cyrano 32 mais les variantes les plus évoluées peuvent assurer le tir des missiles anti-radars ARMAT et anti-navires AM39 Exocet. La capacité de guidage du Matra Super 530 D est ajoutée par la suite.

### Historique

#### Développement et production
La fiche programme du 15 mars 1967 définit le rôle du Mirage F1, « destiné à succéder au Mirage III E essentiellement en défense aérienne. Il est conçu pour apporter au moindre coût une amélioration sensible par rapport au Mirage III E… ». Le développement du Cyrano IV est lancé à ce moment pour équiper le Mirage F1 C, avec la capacité de guider le missile air-air Matra Super 530. Parallèlement, le Mirage F1 A, une version d'attaque au sol, reçoit le radar EMD Aïda.
Le Mirage F1 04 prototype, le 17 juin 1970, et le premier Mirage F1 de série, en mars 1973, commencent les essais en vol du radar Cyrano. Les contre-mesures électroniques sont améliorées ensuite pour donner la version Cyrano IV-M et une ultime évolution, le IV-MR. Le radar, dans ses différentes versions, est installé sur les Mirage 50, F1 C, F1 CR, F1 CT et F1 E . La version la plus évoluée du Mirage F1, le F1 EQ (Irak, 1988), devient capable d'assister le tir de missiles anti-radar et anti-navires dans ses dernières variantes (EQ 5/6).
Un total de 850 radars Cyrano IV, IV-M et IV-MR sont produits, aussi bien pour la France que pour les ventes à l'exportation.

#### Utilisation
Guerre de la frontière sud-africaine
Au cours de la guerre de la frontière sud-africaine (1966-1988), les Mirage F1-CZ de la South African Air Force abattent un MiG-21MF le 6 novembre 1981 et un Mil Mi-8 le 13 mai 1982. Le 10 septembre 1987, au cours de combats avec des MiG-23 ML, les tirs de R.550 Magic se révèlent inopérants. Un missile tiré par un MiG-23 endommage gravement un Mirage F1-CZ mais celui-ci peut atterrir.
Guerre Iran-Irak
Au cours de la guerre Iran-Irak (1980-1988), les pilotes irakiens revendiquent 27 victoires sur les avions de combat iraniens (F-4 Phantom II, F-5 Freedom Fighter et F-14 Tomcat), dont 15 sont homologuées, et effectuent de nombreuses missions d'attaque, à l'aide de missiles ARMAT (en) et Exocet et de bombes à guidage laser. Les Mirage F1 EQ connaissent plusieurs pertes contre les F-14 Tomcat iraniens, mais deux avions de ce type sont abattus par des F-1 EQ6 armés de missiles Super 530D,,.
L'attaque du 17 mai 1987 contre l'USS Stark (FFG-31) fut attribuée à des Mirage F1 EQ, mais semble être l'œuvre d'un Dassault Falcon 50 modifié.
Opération Épervier
Au cours de l'opération Épervier, des Mirage F1 C de l'armée de l'air française prennent en chasse le 7 septembre 1987 un Tupolev Tu-22B qui survolait le Tchad. Il reste hors de leur portée puis est finalement abattu par un missile MIM-23 Hawk, à quelques kilomètres des installations militaires françaises qu'il tentait de bombarder. Cet acte de combat est, aujourd'hui encore, le seul tir réel d'un système d'arme antiaérien français depuis la fin de la Deuxième Guerre mondiale.
Guerre du Cenepa
Deux pilotes équatoriens détectent et abattent deux Soukhoï Su-22 péruviens avec deux R.550 Magic durant la guerre du Cenepa,.

## Agave
Le radar Agave,, est construit par Thomson-CSF en collaboration avec Électronique Marcel Dassault.

### Description

#### Structure
Il reprend la structure et le fonctionnement du Cyrano IV, dont il dérive. De petite taille, l'Agave est doté d'un collimateur tête haute VE 120 à tube cathodique, le premier matériel de ce type conçu en France par Thomson-CSF.

#### Capacités
Il présente des capacités air-air limitées à une portée de 15 milles marins (environ 30 km) et un mode air-mer très optimisé, avec la détection de grosses frégates à plus de 100 km et de petits navires à plus de 50 km, afin d'en faire une plateforme de lancement du missile antinavire AM-39 Exocet. Une fois la cible identifiée, le radar passe en mode de poursuite automatique et délivre ses données à l'écran VTH et au missile Exocet. Dans le cadre du consortium SEPECAT, le radar est adapté pour le tir des missiles air-mer Sea Eagle, Harpoon, et Kormoran.

### Utilisation

#### SEPECAT Jaguar
Inde
La force aérienne indienne,, reçoit pour son équipement, à partir de 1979, le SEPECAT Jaguar International à près de 150 exemplaires, dont dix dans une version dédiée à l'attaque maritime. Cette variante est dotée du radar Agave et peut délivrer le missile Sea Eagle.

#### Dassault Super-Étendard
Argentine
L'Argentine,, commande, en 1979, 14 Dassault Super-Étendard dotés d'un radar Agave et d'un missile Exocet. Lorsque débute la guerre des Malouines le 2 avril 1982, cinq de ces avions sont livrés avec un nombre équivalent de missiles anti-navires et équipent la 2 Escuadrilla de Casa y Ataque de l'Aviation navale argentine. Plusieurs raids sont lancés contre la Royal Navy, engagée dans la reconquête des îles Malouines,,.
- Le 4 mai 1982, le porte-avions HMS Hermes et destroyer britannique HMS Sheffield sont engagés par une patrouille de deux Super-Étendard. Ils tirent deux missiles AM-39 Exocet dont l'un touche le HMS Sheffield, qui coule le 10 mai ;
- Le navire commercial britannique Atlantic Conveyor subit le même sort le 25 mai 1982, touché lui aussi par l'un des deux missiles AM-39 Exocet lancés par deux Super-Étendard ;
- Le 30 mai 1982, le dernier missile Exocet est tiré par une patrouille de deux Super-Étendard vers le HMS Avenger. Les Super-Étendard décrochent mais le missile est suivi par quatre A-4 Skyhawk. Le missile n'atteint aucune cible mais les A-4 Skyhawk attaquent le bâtiment[45].

France
Super-Étendard de la Marine nationale
Irak
Au mois d'octobre 1983, cinq Super Étendard sont livrés en prêt à l'Irak, dans l'attente des Mirage F1 EQ capables de tirer des missiles Exocet. Ils arment le 81e escadron d'attaque. Ils attaquent le 24 mars 1984 la centrale nucléaire de Bouchehr, sans résultats. Ils mènent avec plus de succès, en 1984 et 1985, de nombreuses frappes contre les terminaux pétroliers iraniens.